# Nachrichtenaustausch
In der Informatik ist der Nachrichtenaustausch (englisch message passing) eine Kommunikationsform, die in folgenden Programmierparadigmen eingesetzt wird:
- der Nebenläufigkeits-Programmierung (Concurrent programming)
- der parallelen Programmierung (Parallel programming)
- der objektorientierten Programmierung

und der Interprozesskommunikation.
Die Kommunikation beruht auf dem Versenden von Nachrichten zu Empfängern. Nachrichtenformen sind u. a. der Funktionsaufruf, Signale und Datenpakete. Bekannte Modelle, die auf dem Nachrichtenaustausch basieren, sind z. B. das Actor Model von Hewitt und Prozessalgebren.
Mikrokernel-Betriebssysteme tauschen Nachrichten zwischen einem Kernel und einem oder mehreren Server-Blocks aus. Zu den Nachrichtenaustausch-Systemen gehören verteilte Objekt- und entfernte Methodenaufruf-Systeme wie ONC RPC, CORBA, Java RMI, DCOM, SOAP und ähnliche. Der Begriff wird zudem im Hochleistungsrechnen verwendet (siehe auch Message Passing Interface, Mehrkernprozessor).
Nachrichtenaustausch-Systeme werden auch „Shared nothing“-Systeme genannt, da die Nachrichtenaustausch-Abstraktion die zugrundeliegenden Zustandsänderungen verbirgt, die evtl. bei der Implementierung des Nachrichtensendens verwendet werden.